# 808 (Album)
808 (ausgesprochen: eight-o-eight) ist das zweite Studioalbum des deutschen Rappers Ufo361. Es erschien am 13. April 2018 über sein eigenes Label Stay High.

## Hintergrund
Ufo361 veröffentlichte sein erstes Studioalbum Ihr seid nicht allein über Hoodrich. Daraufhin veröffentlichte er drei Mixtapes. Im August 2017 kündigte er sein zweites Studioalbum 808 an. Die erste Single des Albums, Beverly Hills erschien Anfang Februar 2018 und konnte in die Top-5 der deutschen Singlecharts einsteigen. Die zweite Single Balenciaga erschien am 23. Februar und die dritte Power Mitte März. Am 20. März wurde die Titelliste bekanntgegeben und das Album erschien am 13. April 2018. Im April kündigte er die Stay High-Tour an.
Der Albumtitel bezieht sich auf die Bassdrum, welche im Album kontinuierlich verwendet wird. Der verwendete Bass hat seinen Ursprung in der Roland TR-808 und wird umgangssprachlich auch als 808 bezeichnet.

## Covergestaltung
Das Albumcover ist düster gehalten. Es zeigt die Zahl 808 zentriert in der Mitte. Das Cover wurde von dem Fotografen Christoph Szulecki geschossen. Die Bildbearbeitung erfolgte durch Marius Sperlich.

## Titelliste
| Nr.          | Titel                                     | Musik                                                                       | Länge |
| ------------ | ----------------------------------------- | --------------------------------------------------------------------------- | ----- |
| 1.           | Ohne Mich                                 | Southside, Gezin 808, DY, AT Beatz, Sonus030, Oster, Beatgees, Jimmy Torrio | 4:12  |
| 2.           | Beverly Hills                             | AT Beatz, Jimmy Torrio                                                      | 3:21  |
| 3.           | Kontostand                                | Sam4                                                                        | 3:17  |
| 4.           | Balenciaga                                | Sonus030, AT Beatz                                                          | 3:21  |
| 5.           | Superstar                                 | Sonus030, Jimmy Torrio, AT Beatz                                            | 3:30  |
| 6.           | Power (feat. Capital Bra)                 | Ronny J, Sonus030                                                           | 3:30  |
| 7.           | Alpträume                                 | Jimmy Torrio                                                                | 3:48  |
| 8.           | Odio (feat. Yung Hurn)                    | AT Beatz                                                                    | 3:37  |
| 9.           | Dream (feat. Trettmann)                   | TM88, DY, AT Beatz                                                          | 4:05  |
| 10.          | Gewinn                                    | Southside, DY, AT Beatz                                                     | 3:00  |
| 11.          | Erober die Welt (feat. Gzuz & RAF Camora) | AT Beatz                                                                    | 4:07  |
| 12.          | Stay High 2.0                             | AT Beatz, Sonus030                                                          | 4:07  |
| 13.          | 808                                       | Sonus030                                                                    | 2:06  |
| Gesamtlänge: | Gesamtlänge:                              | Gesamtlänge:                                                                | 46:01 |

## Charts und Chartplatzierungen
Die erste Singleauskopplung Beverly Hills stieg auf Platz vier der deutschen Singlecharts ein. Für Ufo361 war es die erste Platzierung in den Top 5 der deutschen Single-Charts. Die zweite Single Balenciaga hatte mäßigeren Erfolg und stieg auf Platz 16 in Deutschland, Platz 25 in Österreich und Platz 58 in der Schweiz ein. Die dritte Single Power, auf der der deutsche Rapper Capital Bra den Gastpart übernahm, konnte sich wieder in den Top 10 platzieren.
| ChartsChartplatzierungen | Höchstplatzierung | Wochen |
| ------------------------ | ----------------- | ------ |
| Deutschland (GfK)        | 1 (19 Wo.)        | 19     |
| Österreich (Ö3)          | 1 (10 Wo.)        | 10     |
| Schweiz (IFPI)           | 2 (5 Wo.)         | 5      |